# Ginocchiera

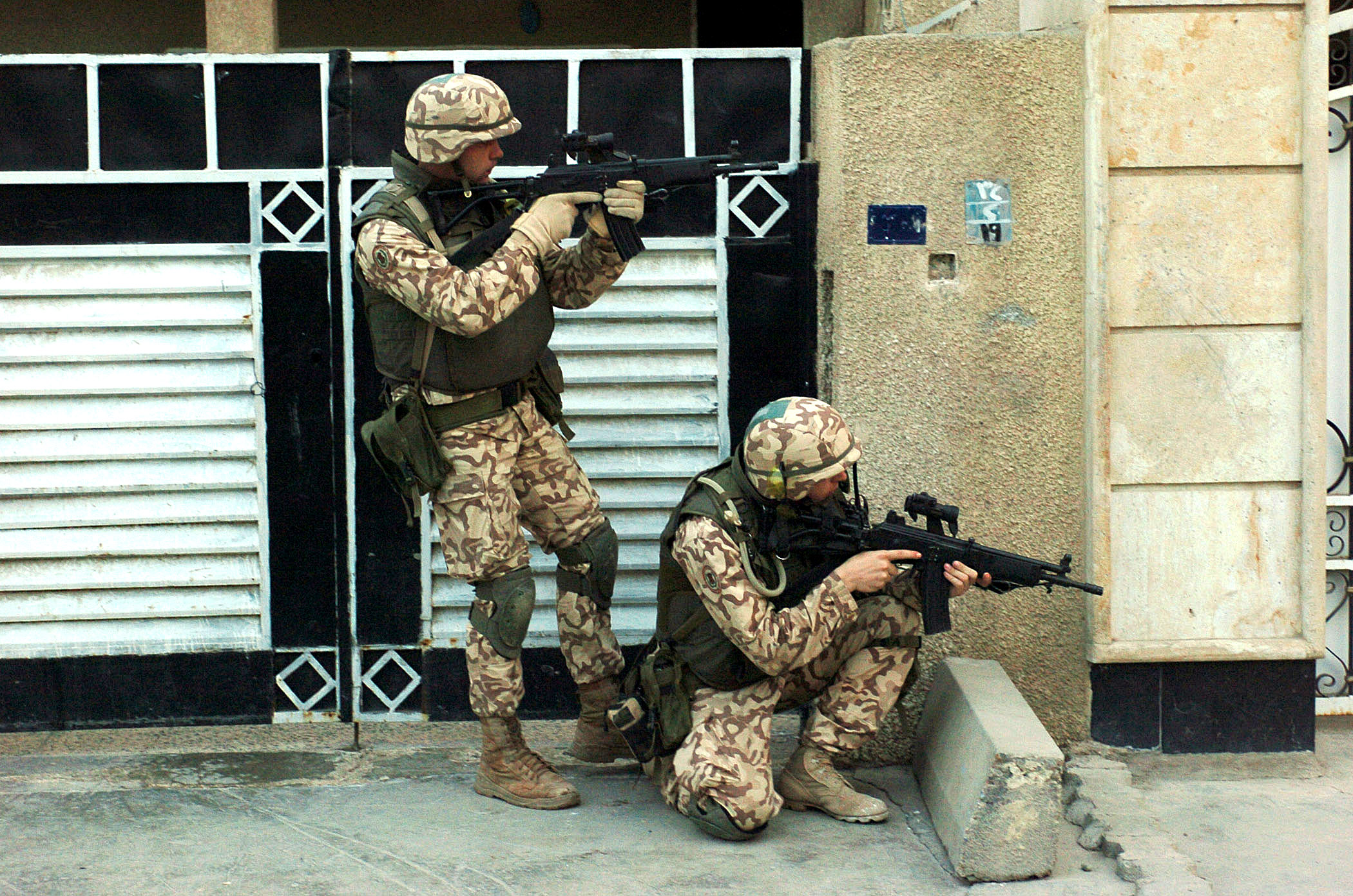
Soldati estoni che indossano ginocchiere

Una ginocchiera è una protezione che si indossa su una o su entrambe le ginocchia per proteggerle dall'impatto conseguente a una caduta, dallo sfregamento, o altro. Le ginocchiere sono indossate in molti sport come ciclismo, pattinaggio, skateboard, pallavolo, football americano.

## Altri utilizzi
Le ginocchiere sono anche usate per lavori domestici o di giardinaggio, che comportano il rimanere per lungo tempo in ginocchio. Le ginocchiere sono usate anche dalla polizia e dai militari, per esempio fanno parte della dotazione della SWAT e dei Marine, e sono solitamente diverse da quelle usate nello sport.

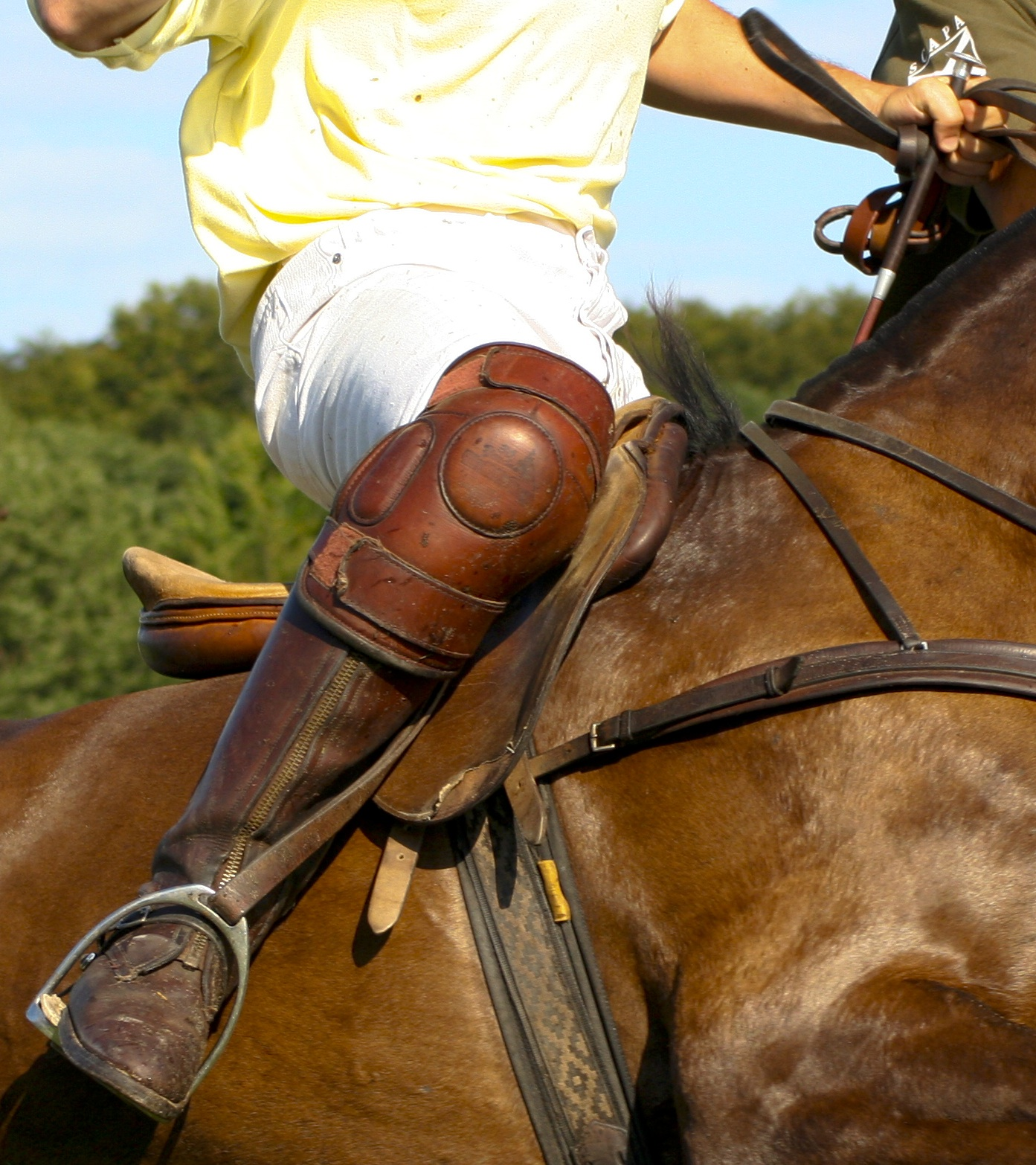
Le ginocchiere sono un equipaggiamento standard per i giocatori di polo a cavallo

In ambito medico le ginocchiere sono utilizzate per un contenimento dell'articolazione. Queste possono immobilizzare l'articolazione nella posizione indicata, oppure permettere un'escursione limitata regolabile. Spesso in ambito post-chirurgico proteggono l'articolazione debole da traumi distorsivi, rotazioni inappropriate ed eccessive flessioni o iperestensioni (volontarie o involontarie), scaricando il carico su bande metalliche poste lateralmente e medialmente. Alcune di queste ginocchiere evitano anche la lussazione della rotula, mantenendola in sede.
Alcuni dei nuovi modelli possiedono addirittura una doppia cerniera che emula il doppio centro di rotazione del ginocchio, rendendo la flessione più simile a quella fisiologica.
Un'altra funzione importante è quella psicologica: il paziente, vedendo il proprio ginocchio protetto, è più fiducioso in un recupero e più propenso alla riabilitazione e al carico.